# Gunnel Vallquist
Gunnel Vallquist, née le 19 juin 1918 à Stockholm (Suède) et morte le 11 janvier 2016 dans la même ville, est une écrivaine, suédoise, membre de l'Académie suédoise de 1982 à sa mort.

## Biographie
Vallquist a écrit plusieurs essais sur la religion et l'Église catholique, dont elle est une fidèle. Ses œuvres évoquent notamment l'évolution de l'Église et le concile Vatican II. Vallquist a traduit en suédois les sept volumes d'À la recherche du temps perdu de Marcel Proust, entre 1965 et 1982.

## Publications
- (sv) Något att leva för (Bonnier, 1956)
- (sv) Giorgio La Pira: borgmästare och profet (1957)
- (sv) Ett bländande mörker (Bonnier, 1958)
- (sv) Till dess dagen gryr: anteckningar 1950–1958 (Bonnier, 1959)
- (sv) Vägar till Gud (Bonnier, 1960)
- (sv) Den oförstådda kärleken (Bonnier, 1961)
- (sv) Helgonens svar (Bonnier, 1963)
- (sv) Dagbok från Rom (Bonnier, 1964–1966; quatre parties)
- (sv) Kyrkor i uppbrott (Verbum, 1968)
- (sv) Följeslagare: essayer (Bonnier, 1975)
- (sv) Morgon och afton (Proprius, 1976)
- (sv) Sökare och siare: essayer (Bonnier, 1982)
- (sv) Anders Österling: inträdestal i Svenska Akademien (Norstedt, 1982)
- (sv) Steg på vägen (Bonnier, 1983)
- (sv) Helena Nyblom (Norstedt, 1987)
- (sv) Katolska läroår: Uppsala-Paris-Rom (Bonnier, 1995)
- (sv) Vad väntar vi egentligen på?: texter om kristen enhet 1968–2002 (Cordia, 2002)
- (sv) Texter i urval (Cordia, 2008)
- (sv) Herre, låt mig få brinna (Silentium, 2009)

Traductions (extrait)
- Georges Bernanos : Den våldtagna (Nouvelle histoire de Mouchette) (Norlin, 1948)
- René Descartes : Descartes (une sélection et avec une introduction de Paul Valéry, Bonnier, 1950)
- Georges Simenon : Min vän kommissarie Maigret (Mon ami Maigret) (Bonnier, 1952)
- Marguerite Yourcenar : Kejsar Hadrianus' minnen (Mémoires d'Hadrien) (Forum, 1953)
- Simone Weil : Att slå rot (L'enracinement) (Bonnier, 1955)
- Marcel Proust : På spaning efter den tid som flytt (À la recherche du temps perdu) (Bonnier, 1964–1982)
- Paul Claudel : Korsets väg (Le chemin de la croix) (traduit avec Olov Hartman, Proprius, 1983)